# Великий отвір
Великий отвір (лат. foramen magnum) — один з кількох округлих отворів в основі черепа, що знаходиться в потиличній кістці людини й багатьох тварин. Спинний мозок починається на рівні нижнього краю великого отвору і є безпосереднім продовженням довгастого мозку (нижньої частини головного мозку). Окрім нижнього краю довгастого мозку та верхнього краю спинного мозку й їхніх оболон, великий отвір містить хребетні артерії, передню та задню спинномозкові артерії, зв'язки (які з'єднують зуб другого шийного хребця з горбками на медіальній стороні потиличного виростка) та додатковий нерв.
Великий отвір є дуже важливим утворенням у двоногих ссавців. Одним з атрибутів великого отвору великого двоногих є зміщення вперед передньої межі намету мозочка. Це викликано вкороченням черепної основи. Дослідження положення величини великого отвору показали зв'язок з функціональним впливом як на поставу, так і на рух. Зсув великого отвору вперед очевидний у двоногих гомінінів, включаючи сучасних людей, австралопітеків африканських (Australopithecus africanus) та парантропів (Paranthropus boisei). Ця загальна риса двоногих гомінінів — це аргумент, який використовував Мішель Брюне стосовно того, що сахельантроп (Sahelanthropus tchadensis) також був двоногим і, можливо, є найдавнішою з відомих двоногих мавп. Відкриття цієї особливості дало вченим ще одну форму ідентифікації двоногих ссавців.

## Орієнтири
На потиличній кістці великий отвір має два кефалометричні орієнтири середньої лінії. Опістіон — це середня точка на задньому краю великого отвору. Базіон розташований у середній точці на передньому краю великого отвору.

## Відділи
Аларні зв'язки, які прикріплені з кожного боку до горбка потиличного виростка, ділять великий отвір на передній менший відділ і задній більший відділ.
- Структури, що проходять через передній відділ (кістково-зв'язковий відділ), включають:
  - Верхівкова зв'язка і кінчик зуба осьового хребця
- Верхня смуга хрестоподібної зв'язки
- Текторіальна мембрана атлантоаксіального з'єднання
- Структури, що проходять через задній відділ (нейро-судинний відділ), включають:
  - Нижній край довгастого мозку з мозковими оболонами
  - Четвертий сегмент (V4) хребетної артерії, оточена симпатичним сплетенням нервів
  - додаткові нерви
  - передні та задні спинномозкові артерії
  - мигдалина мозочка (зрідка, наприклад, при мигдалинній грижі, відомій як Аномалія Кіарі)

## Тварини
У людини великий отвір знаходиться нижче під головою, ніж у інших людиноподібних мавп. Таким чином, у людини м'язи шиї (включаючи потиличний м'яз) не повинні бути такими міцними, щоб утримувати голову вертикально. Порівняння положення отвору великого отвору у ранніх видів гомінідів є корисним для того, щоб визначити, наскільки зручно певному виду було при ходьбі на двох кінцівках, а не на чотирьох.
Тушканчик, двоногий гризун, також має великий отвір.
Величина отвору відрізняється за розміром і формою при порівнянні різних популяцій між собою. У людей чоловіки мають, як правило, більший отвір, ніж жінки, але загальна форма незмінна.

## Додаткові зображення

Череп знизу. Великий отвір і довгастий мозок (показаний червоним кольором).
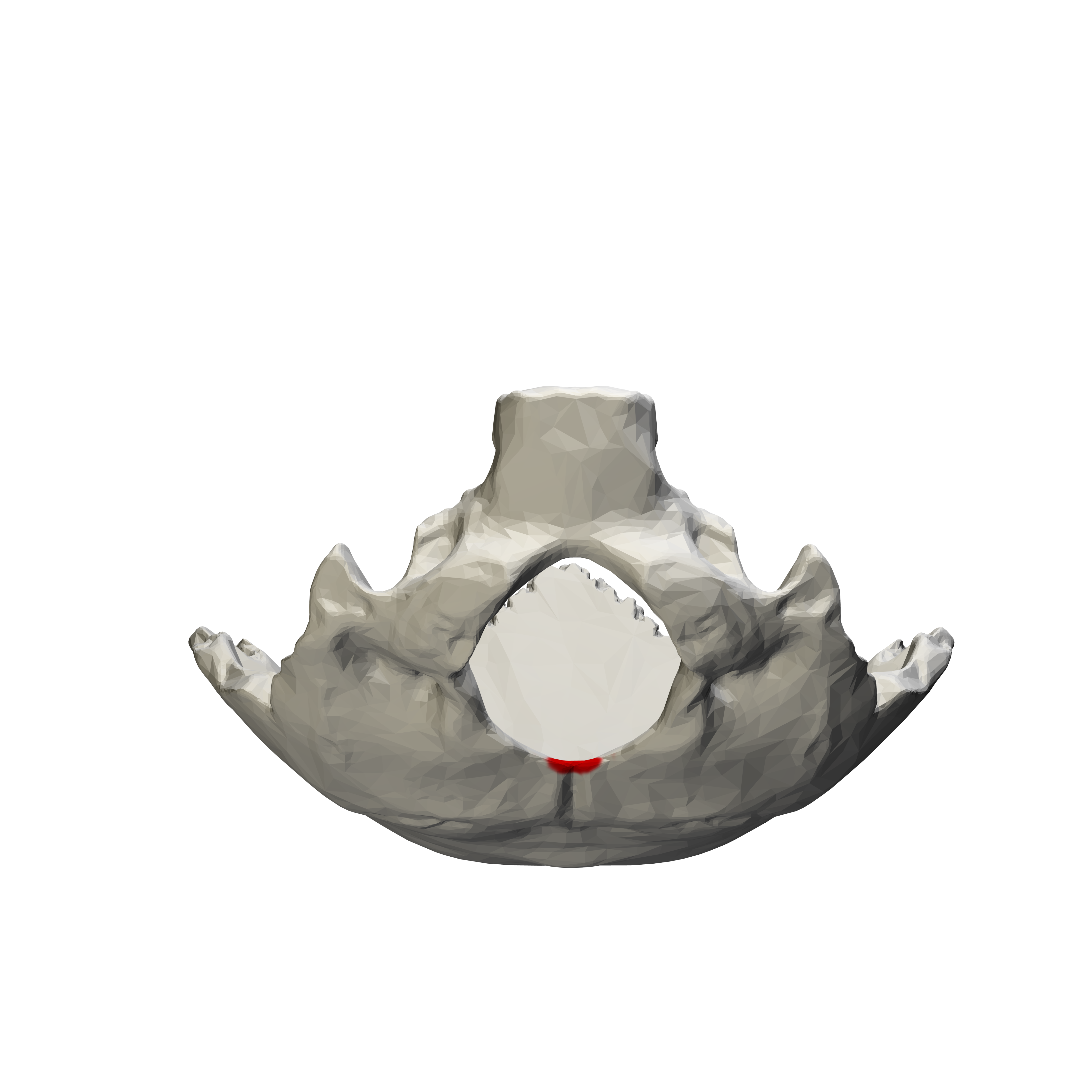
Опістіон показано червоним кольором
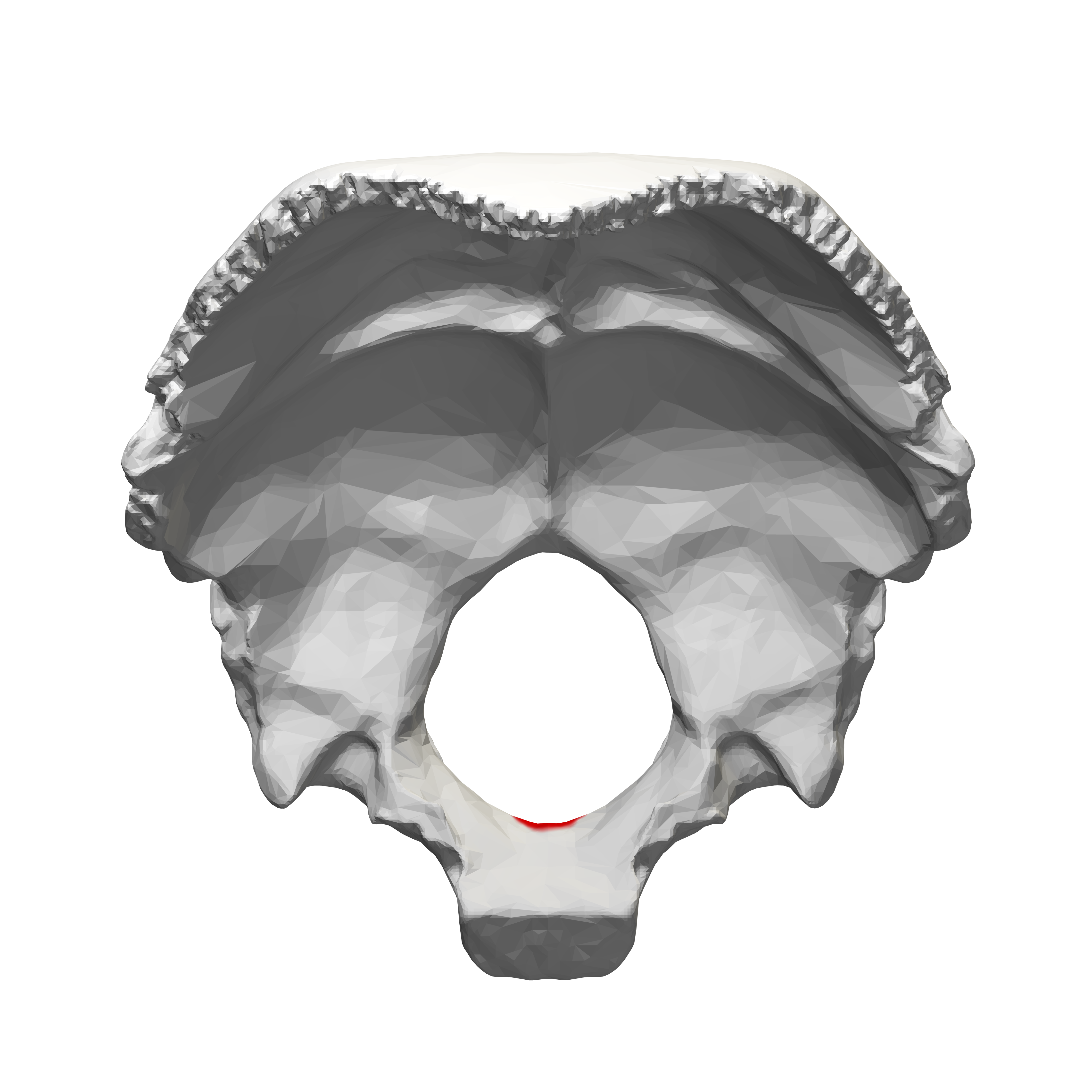
Внутрішня поверхня потиличної кістки (базіон показано червоним)